# جان إكستروم (كاتب)
جان إكستروم (بالسويدية: Jan Ekström)‏ هو كاتب ومؤلف سويدي، ولد في 2 نوفمبر 1923 في فالون في السويد، وتوفي في 17 أغسطس 2013 في ستوكهولم في السويد.